# Benetton Group
Benetton Group S.r.l. је светски модни бренд са седиштем у Понцано Венету. Основан 1965. године, Benetton Group има мрежу од око 5.000 продавница широм света. Подружница је предузећа Edizione које је у потпуном власништву породице Бенетон.

## Историја
Године 1965. Бенетони су отворили своју прву радњу у Белуну, а три године касније у Паризу. Основна делатност се састоји од брендова одеће United Colors of Benetton и Sisley.
Benetton је био култни бренд 1980-их и 1990-их, али се од тада борио да поврати овај статус. Године 2000. заузео је 75. место на ранг-листи најбољих светских брендова. Међутим, до 2002. године је скинут са листе.
Године 2012. Benetton Group је скинут са берзе, а тренутно је подружница у потпуном власништву породичног предузећа Бенетонових — Edizione.
Године 2017. група је забележила губитак од 180 милиона евра. Подстакнут тешким губицима, Лучано Бенетон, који је тада имао 83 године, вратио се из пензије као извршни председник бренда.
Како би се предузеће ревитализовало, Жан-Чарлс де Кастелбајац је именован за уметничког директора, док је Оливијеро Тоскани поновно именован за фотографа. Од 2020. године United Colors of Benetton има 1.500 запослених и 25.000 радника преко подизвођача.